# Ivan Țonov
Ivan Țonov (în bulgară Иван Цонов; n. 31 iulie 1966, Plovdiv, Bulgaria) este un luptător bulgar, medaliat olimpic. A participat la 2 ediții ale Jocurilor Olimpice (1988, 2000) în care a câștigat o medalie de argint.